# David Mateos
David Mateos Ramajo (Madrid, 22 april 1987) is een Spaans voetballer die als centrale verdediger speelt voor Hapoel Raanana.
Mateos staat onder contract bij Real Madrid CF, maar komt op huurbasis uit voor Real Zaragoza. Op 23 november 2010 maakte de verdediger zijn debuut in het eerste elftal van Real Madrid in de UEFA Champions Leaguewedstrijd tegen AFC Ajax. Tot 2010 speelde hij voor Real Madrid Castilla.

## Clubstatistieken
| Seizoen | Club                 | Land             | Competitie          | Wed. | Doelp. |
| ------- | -------------------- | ---------------- | ------------------- | ---- | ------ |
| 2007/08 | Real Madrid Castilla | Spanje           | Segunda División B  | 34   | 1      |
| 2008/09 | Real Madrid Castilla | Spanje           | Segunda División B  | 30   | 0      |
| 2009/10 | Real Madrid Castilla | Spanje           | Segunda División B  | 33   | 1      |
| 2010/11 | → AEK Athene         | Griekenland      | Super League        | 10   | 0      |
| 2011/12 | → Real Zaragoza      | Spanje           | Primera División    | 14   | 0      |
| 2012/13 | Real Madrid Castilla | Spanje           | Segunda División B  | 31   | 1      |
| 2013/14 | Ferencvárosi TC      | Hongarije        | Nemzeti Bajnokság   | 21   | 2      |
| 2014/15 | Ferencvárosi TC      | Hongarije        | Nemzeti Bajnokság   | 19   | 5      |
| 2015    | Orlando City SC      | Verenigde Staten | Major League Soccer | 6    | 0      |
| 2016    | Orlando City SC      | Verenigde Staten | Major League Soccer | 21   | 0      |
| 2017/18 | Real Murcia          | Spanje           | Segunda División B  | 25   | 1      |
| 2018/19 | Hapoel Hadera        | Israël           | Ligat Ha'Al         | 26   | 1      |
| 2019/20 | Hapoel Raanana       | Israël           | Ligat Ha'Al         | 8    | 0      |
| Totaal  | Totaal               | Totaal           | Totaal              | 278  | 12     |